# 国营第三良种
国营第三良种是中华人民共和国黑龙江省绥化市明水县下辖的一个类似乡级单位。

## 行政区划
下辖以下地区：
国营第三良种虚拟生活区。